# Токжайлау
Токжайла́у (каз. Тоқжайлау) — село у складі Алакольського району Жетисуської області Казахстану. Адміністративний центр та єдиний населений пункт Токжайлауського сільського округу.
У радянські часи село мало назву Дзержинське.
Населення — 2288 осіб (2021; 2682 у 2009, 2916 у 1999, 3655 у 1989).